# Bergljot Hobæk Haff
Bergljot Hobæk Haff (født 1. maj 1925 i Botne, død 12. februar 2016) var en norsk forfatter. Hun blev uddannet lærer i Oslo og København. Efter hendes læreruddannelse i Oslo boede hun 24 år i Danmark før hun vendte tilbage. 
Haff havde igennem hele sin forfatterkarriere fået kritikernes ros af kritikerne for hendes værker, som gennemgående var historiske romaner med dybt originale synsvinkler. Det var først med Jeg, Bakunin og Den guddommelige tragedie som udkom i hhv. i 1983 og 1989 at hun fik sit helt store gennembrud. Skammen som udkom da hun var 71. år, blev en publikumssucces med sin skildring af et NS-barns liv gennem 60 år. Succesen blev senere opfulgt med en dramatisering af Skammen på Nationaltheatret i 1999, med Anne Krigsvoll i den prisbelønnede hovedrolle som Idun Hov. 
Haffs bøger er oversat til engelsk, fransk, nederlandsk, spansk, italiensk og litauisk. 

## Priser
- Gyldendals legat 1962
- Kritikerprisen 1962, for Bålet
- Gyldendals legat 1974
- Dobloug-prisen 1985
- Det Norske Akademis Pris 1988
- Aschehougprisen 1989
- Amalie Skram-prisen 1995
- Brageprisen 1996 Skammen
- Kritikerprisen 1996, for Skammen
- Riksmålsforbundets litteraturpris 1996
- Anders Jahres kulturpris 1998
- To ganger nomineret til Nordisk Råds litteraturpris, for Den guddommelige tragedie og for Renhetens pris.